# Reina Tanaka
Reina Tanaka, cantant japonesa a la banda de J-Pop (pop japonès) Morning Musume, va néixer l'11 de novembre de 1989 a Fukuoka, Japó.

## Perfil
- Nom: Reina Tanaka
- Nickname: Takacchi, Tanakacchi, Reina-chan
- Grups: Morning Musume, Otome Gumi, Aa!
- Data de naixement: 11/11/89
- Signe: Escorpí
- Grup sanguini: O
- Alçada: 1m 51cm

## Història
Reina va ingressar a Morning Musume en el 2003, fent la seva primera aparició de single en el senzill "Shabondama", on va ser una de les veus més importants. Però no va entrar sola, en la seva sisena generació també van entrar la ja coneguda anteriorment com a solista en l'H!P Miki Fujimotô, i les "noves" com ella Sayumi Michisige i Eri Kamei.
Encara que al principi no era gaire popular, la seva bona veu, el seu atractiu i el seu ball l'han dut a ser una de les veus principals del grup. La seguretat en si mateixa que té i el misteri que l'envolta per les carites que fa són més raons al seu favor. De fet la component del grup que més photobooks ven.
A més, aquesta fama fa que Tsunku, el cap i creador de tot l'H!P, la faci part de molts subrgupos i formacions. Reina ha participat en Otome Gumi, sent de les veus principals.
També Tsunku la va posar en el trio Aa!, al costat de Miyabi Natsuyaki (Berryz Koubou) i Airi Suzuki (°C-ute); i va ser una Unit que sol va llançar un single, però que va arrasar, ja que va sorprendre la maduresa de les veus i de la cançó de les petites integrants del grup. El single és First kiss.
A causa de l'èxit, en el 2004 Reina tornà a gravar al costat de Airi Suzuki en un tema de Shuffle del 2004 el Btrack del single anomenat "Suki ni Naccha Ikenai Fita" en la qual va participar també Megumi Murakami (Ex integrant de Berryz Koubou).
Reina és ara per ara una cantant amb èxit que arrasa en Morning Musume.